# Xã Union, Quận Daviess, Missouri
Xã Union (tiếng Anh: Union Township) là một xã thuộc quận Daviess, tiểu bang Missouri, Hoa Kỳ. Năm 2010, dân số của xã này là 2.137 người.